# Heathsville (Virginia)
Heathsville es un lugar designado por el censo situado en el condado de Northumberland, Virginia  (Estados Unidos). Según el censo de 2010 tenía una población de 142 habitantes.

## Demografía
Según el censo de 2010, Heathsville tenía una población en la que el 85,2% eran blancos; el 11,3% afroamericanos; el 0,0% eran indios americanos y nativos de Alaska; el 0,0% eran asiáticos; el 0,0% hawaianos y otros isleños del Pacífico; el 3,5% de otra raza, y el 0,0% a partir de dos o más razas. El 3,5% del total de la población eran hispanos o latinos de cualquier raza.